# Raccuja
Raccuja là một đô thị ở tỉnh Messina trong vùng Sicilia của Ý, có vị trí cách khoảng 140 km về phía đông của Palermo và vào khoảng 60 km về phía tây của Messina. Tại thời điểm ngày 31 tháng 12 năm 2004, đô thị này có dân số 1.295 người và diện tích là 25,1 km².
Đô thị Raccuja có các frazioni (các đơn vị cấp dưới, chủ yếu là các làng) Zappa, S. Nicolò, và Fossochiodo.
Raccuja giáp các đô thị: Floresta, Montalbano Elicona, San Piero Patti, Sant'Angelo di Brolo, Sinagra, Ucria.